# Luigi de Magistris (homme politique)
Pour les articles homonymes, voir Luigi de Magistris et Magistris.
Luigi de Magistris, né le 20 juin 1967 à Naples, est un magistrat et un homme politique italien, maire de Naples de 2011 à 2021. Fondateur du parti Democratie et Autonomie, il prend en 2022 la tête de l'Union Populaire, coalition de gauche écosocialiste.

## Biographie

### Carrière de magistrat
Après des études de droit, Luigi de Magistris devient magistrat en 1993. Il travaille auprès du procureur de la République à Naples entre 1998 et 2002, avant de devenir substitut du procureur de la République au tribunal de Catanzaro.

### Carrière politique

#### Député européen
En juin 2009, Luigi de Magistris est élu député européen en tant que membre du parti de l'Italie des Valeurs, affilié au groupe Alliance des démocrates et des libéraux pour l'Europe (ADLE). Il est président de la commission du contrôle budgétaire et membre de la conférence des présidents de commissions au Parlement européen. 

#### Maire de Naples
En mai 2011, il remporte l'élection municipale et devient maire de Naples en battant au premier tour le candidat du Parti démocrate. Il quitte Italie des valeurs pour créer le Mouvement orange, qui participe à la coalition électorale Révolution civile lors des élections générales de 2013. Le 1er janvier 2015, il accède également à la fonction de maire de la ville métropolitaine de Naples, nouvellement créée, qui remplace la province du même nom.
Il parvient à améliorer la qualité de vie à Naples durant son premier mandat, mettant fin à la crise des déchets, relançant l'activité touristique et développant des projets sociaux et culturels. Le taux de chômage dans la ville reste cependant, en 2016, l'un des plus élevés de la péninsule.
En conflit avec le président du Conseil, Matteo Renzi, il est réélu maire de Naples le 19 juin 2016, avec 67 % des voix au second tour,.

#### Carrière politique en Calabre
Candidat aux élections régionales de 2021 en Calabre, sa liste "Démocratie et autonomie" arrive 3e avec 16,17 %  des voix et 2 sièges.

#### Union Populaire
En 2022, il tente de relancer la gauche italienne en formant une coalition antilibérale. Sur le modèle de Jean-Luc Mélenchon, il crée l'Union Populaire que six partis rejoignent. Présente aux élections générales de 2022, l'alliance ne réalise cependant que 1,43% et ne réussit donc pas à rentrer au parlement.